# The King of Fighters

The King of Fighters '94

The King of Fighters (ザ・キング・オブ・ファイターズ?, Za Kingu Obu Faitāzu), solitamente abbreviato KoF, è una serie di videogiochi picchiaduro a incontri ideata dalla SNK.

## Storia
Il primo capitolo della serie fu The King of Fighters '94 e fu ideato come un gioco corale, un crossover interno in cui utilizzare vari personaggi di diverse serie appartenenti a SNK che, nello specifico, erano Art of Fighting, Fatal Fury, Ikari Warriors e Psycho Soldier.
Il responso positivo fece sì che la SNK iniziasse a produrre dei nuovi capitoli con cadenza annuale e, per evitare che i giochi vecchi perdessero di interesse come accade con i titoli sportivi, l'azienda giapponese fece ruotare parte dei personaggi ad ogni nuova edizione della serie.
Dal 2004 la SNK abbandona l'ordine numerale "anno civile" in favore di quello "numerico romano" e il primo gioco ad avere il titolo nuovo è l'undicesima edizione del franchise.
Quello stesso anno la software house giapponese prova anche a portare la sua celebre saga nel mondo del 3D con la serie Maximum Impact.
Le console su cui The King of Fighters è stato convertito sono numerose: Neo Geo CD, Neo Geo Pocket, Game Boy e Game Boy Advance, N-Gage, Sega Saturn e Sega Dreamcast, PlayStation e PlayStation 2, Xbox, PC etc.

## Serie videoludica

### Serie principale
Capitoli 2D
- The King of Fighters '94 (1994)
- The King of Fighters '95 (1995)
- The King of Fighters '96 (1996)
- The King of Fighters '97 (1997)
- The King of Fighters '98 (1998) (...Dream Match Never Ends in Giappone) (...The Slugfest negli Stati Uniti)
- The King of Fighters '98 Ultimate Match (1998)
- The King of Fighters '99 - Millennium Battle (1999)
- The King of Fighters 2000 (2000) (nominato anche 0 "zero")
- The King of Fighters 2001 (2001) (SNK/Eolith)
- The King of Fighters 2002 (2002)
- The King of Fighters 2002 Unlimited Match (2002)
- The King of Fighters 2003 (2003)
- The King of Fighters Neowave (2005)
- The King of Fighters XI (2005)
- The King of Fighters XII (2009)
- The King of Fighters XIII (2010)
- The King of Fighters XIII: Global Match (2023)

Capitoli 2.5D
- The King of Fighters XIV (2016)
- The King of Fighters XV (2022)

Altri
- The King of Fighters: Kyo (1998) (RPG uscito solo sul mercato nipponico)
- The King of Fighters Collection: The Orochi Saga (2006) (antologia)[1]

### SerieMaximum Impact
Capitoli con grafica e giocabilità 3D
- The King of Fighters: Maximum Impact (2004)
- The King of Fighters Maximum Impact 2 (2006) (...of Fighters 2006 negli Stati Uniti)
- The King of Fighters Maximum Impact Regulation A (2007)

### SerieSNK vs. Capcom
Una serie crossover tra le due case sviluppatrici:
- SNK vs. Capcom: The Match of the Millennium (...Choujou Kessen Saikyou Fighters in Giappone)
- Capcom vs. SNK: Millennium Fighting 2000 Pro
- Capcom vs. SNK 2: Mark of the Millennium 2001 (...Millionaire Fighting 2001 in Giappone)
- SNK vs. Capcom: SVC Chaos

### Ordine narrativo
Capitoli con una trama:
- The King of Fighters '94
- The King of Fighters '95
- The King of Fighters '96
- The King of Fighters '97
- The King of Fighters '99
- The King of Fighters 2000
- The King of Fighters 2001
- The King of Fighters 2003
- The King of Fighters XI
- The King of Fighters XIII
- The King of Fighters XIV[2]
- The King of Fighters XV[3]

## Personaggi

### Cambiamenti negli anni
La serie di picchiaduro bidimensionali The King of Fighters, sviluppata dalla SNK Playmore mette in gioco veri personaggi, di cui una parte estratti anche da altre serie SNK.
La serie è ambientata ai giorni nostri, in base alla collocazione temporale specificata nel titolo (esempio The King of Fighters '97 è ambientato nel 1997), ed ogni anno si svolge un torneo di arti marziali in cui gruppi di 3 contro 3 o 4 contro 4 combattenti si sfidano, sino a che il migliore rimane in piedi.
Il primo protagonista, Kyo Kusanagi, un giovane duellante, erede di una famiglia capace di usufruire di potere pirocinetici, è stato il primo protagonista della saga. Nemici principali di Kyo sono Iori Yagami, appartenente alla famiglia rivale, e Orochi, l'oscuro demone portatore di morte e distruzione. Altri cattivi principali sono Rugal Bernstein, Goenitz e Chris, accompagnato da Yashiro e Shermie.
La saga di Kyo dura per i primi quattro The King of Fighters; da The King of Fighters '99 in poi, alla storia viene assegnato un nuovo protagonista, K', ragazzo geneticamente modificato con il DNA di Kyo alla ricerca della NESTS, associazione i cui scagnozzi lo rapirono in gioventù e gli rimossero tutti i ricordi dell'età puberale, per renderlo un loro mastino da combattimento. Inoltre K' vuole mostrarsi migliore di Kyo come portatore del suo DNA e quindi diventa un suo rivale ma a differenza di Iori, K' non tende a inseguire Kyo dappertutto. Il gruppo NESTS è comandato da Igniz, ed è formato principalmente da Zero (che possiede anche un clone) e Krizalid.
In The King of Fighters 2003 si dà un cambio alla trama ancora una volta, con protagonista Ash Crimson, entrato nel torneo per appropriarsi dei poteri dei Clan sigillatori di Orochi in tempi remoti. A fare la loro comparsa come nuovi antagonisti della saga sono i "Reduci dei tempi antichi", anch'essi alla ricerca dei poteri dell'Orochi per renderli al loro maestro, il quale non è altri che l'antenato di Ash, il cui nome è Saiki (il quale però si rivelerà anche un Dio). Saiki è accompagnato principalmente da Mukai, una specie di elementale della terra, e Magaki, un trasformista apparentemente di fattezze umane ma la cui vera forma è quella di un alieno umanoide.
A partire da The King of Fighters XIV avviene ancora una volta il cambio del protagonista e questa volta si tratta di Shun'ei, un ragazzo cinese che esiste grazie ad un particolare evento, oltre a possedere frammenti appartenenti a due creature che gli conferiscono grandi poteri, ed è stato allevato da Tung, il maestro dei fratelli Terry ed Andy Bogard della serie Fatal Fury, fin da quando era in fasce diventando un abile combattente. Shun'ei, assieme al suo amico Meitenkun ed al maestro Tung, parteciperà al nuovo The King of Fighters, indetto da miliardario russo Antonov che ha acquisito i diritti per realizzare i nuovi tornei The King of Fighters, allo scopo di affrontare i combattenti più potenti del mondo. Nel corso del torneo Nakoruru, tramite i suoi poteri, viaggia fino al presente per tentare di fermare un fenomeno extra dimensionale prima che sia troppo tardi.
L'idea base del gioco è pervenuta dalla leggenda Yamata no Orochi, mentre ci sono alcuni personaggi che, volontariamente, citano altri protagonisti e non protagonisti comparsi in altri film, anime e manga.
Molti dei personaggi, oltre ad esser stati giudicati da molte riviste specializzate nel campo dell'intrattenimento videoludico, sono stati criticati per una lenta o nulla evoluzione nel corso delle serie, e sono anche comparsi come portachiavi ed action figure.

### Riot of the Blood
Il Riot of the Blood o Rigurgito di sangue è uno stato di pazzia funzionale in cui cadono alcuni personaggi di King of Fighters. Esso è causato dal risveglio del potere di Orochi nel loro corpo (soprattutto quando tali portatori sono vicini ad Orochi stesso), che li spinge ad una follia omicida in cui tutto ciò che osservano è di colore rosso, e possono trovare quiete soltanto nell'uccidere chiunque si pari loro davanti. Di solito colpisce solo coloro che hanno due linee di sangue come nel caso di Iori Yagami e Leona Heidern.
- Quando Iori Yagami va in modalità "Riot of the Blood" egli diventa simile ad un lupo, il cui unico scopo è lacerare le carni dei suoi avversari esprimendo solo la parola "Kill".
- Quando Leona va in modalità "Riot of the Blood" diventa come una bestia selvaggia e miagola durante il combattimento.

## Altri media

### Card game
Nel dicembre 2006 la Sabertooth Games ha pubblicato il The King of Fighters 2006 Collectable Card Game insieme al Samurai Showdown V per il suo Universal Fighting System (abbreviato UFS).
Il suddetto sistema di gioco include anche dei set dedicati alla serie di Street Fighter e a Soulcalibur III. I personaggi di partenza per il set di The King of Fighters erano Terry Bogard e Mai Shiranui.
Il gioco è inedito in Italia.

### Anime
Esiste una miniserie chiamata The King of Fighters: Another Day prodotta dalla Production I.G e composta da 4 episodi di circa 10 minuti l'uno. Gli episodi sono raccolti in un unico dvd, inedito in Italia. Comunque essa non si svolge in maniera canonica secondo la storia regolare e presenta alcune incoerenze con essa.

### Film
Il film The King of Fighters, pubblicato il 4 novembre 2009, è stato diretto da Gordon Chan e vede Sean Faris nei panni di Kyo Kusanagi, Maggie Q in quelli di Mai Shiranui, Will Yun Lee che interpreta Iori Yagami, David Leitch nei panni di Terry Bogard e Ray Park nel ruolo di Rugal Bernstein.

### Fumetto
Esiste un manhua dedicato alla serie di The King of Fighters, si chiama The King of Fighters Zillion ed è a opera di Andy Seto. Il suddetto fumetto è stato pubblicato anche in Italia ad opera della Jade Comics con cadenza mensile a partire da settembre 2001 in 17 numeri.

## Accoglienza
La rivista Play Generation apprezzò particolarmente la serie di The King of Fighters, affermando che fosse una serie di giochi di lotta che aveva lasciato il segno, e che nonostante gli anni presentava dei titoli ancora eccellenti.